# Август Кіцький
 Август Кіцький гербу Ґоздава (пол. August Kicki; 1754–1824) — польський шляхтич, секретар короля (з 1783), красноставський староста (з 1786). Кавалер Ордену Білого Орла, Ордену Святого Станіслава. Представник шляхетського роду Кіцьких.
Був послом у Стамбулі, секретарем Боскампа Лясопольського в 1786-88. Мав маєтки на Поділлі (в Кутківцях) і біля Львова. Його брат Каєтан Кіцький був львівським архієпископом РКЦ.
1774 року зацікавився масонством, був 1784 року членом ложі «Щасливе звільнення до Великого Сходу».
Помер 28 вересня 1824 у Варшаві.